# بوفادی‌انولید
بوفادی‌انولید (به انگلیسی: Bufadienolide) یک ترکیب شیمیایی با ساختار استروئیدی است. مشتقات آن در مجموع به عنوان بوفادی‌انولیدها شناخته می‌شوند، از جمله بسیاری از آنها که به شکل گلیکوزیدهای بوفادی‌انولید (بوفادی‌انولیدهایی که حاوی گروه‌های ساختاری مشتق شده از قندها باشند) هستند. این ترکیبات نوعی گلیکوزید قلبی هستند؛ نوع دیگر این گلیکوزیدها کاردنولید است. هم بوفادی‌انولیدها و هم گلیکوزیدهای آنها سمی هستند. به‌طور خاص، این ترکیبات می‌توانند باعث انسداد دهلیزی، برادی کاردی (ضربان قلب کند)، تاکی‌کاردی بطنی (نوعی ضربان سریع قلب) و احتمالاً ایست قلبی کشنده شوند.

## ریشه لغوی
نام این ترکیبات از سرده وزغ Bufo مشتق شده‌است که حاوی گلیکوزیدهای بوفادی‌انولید است، پسوند -adien- به دو پیوند دوگانه در حلقه لاکتون اشاره دارد، و عبارت انتهایی -olide نشان دهنده ساختار لاکتون است. در نتیجه، ساختارهای مرتبط با تنها یک پیوند دوگانه، بوفنولید نامیده می‌شوند. و معادل اشباع آن بوفانولید است.

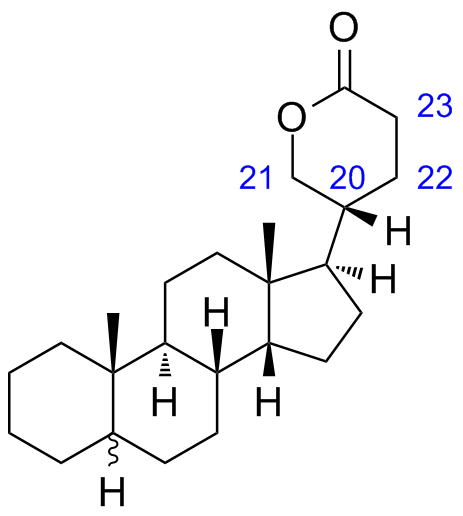
بوفانولید

## طبقه‌بندی
با توجه به سرعنوان‌های موضوعی پزشکی(MeSH)، بوفادی‌انولیدها و بوفانولیدها به شرح زیر طبقه‌بندی می‌شوند:
- ترکیبات چندحلقه‌ای
  - استروئیدها
    - کاردانولیدها
      - گلیکوزیدهای قلبی
        - بوفانولیدها (شامل بوفنولیدها، بوفادی‌انولیدها، بوفاتری‌انولیدها)
          - پروسیلاریدین
          - دایگرمونتیانین

        - کاردنولیدها

## جهت مطالعه
- Steyn, PS; Heerden, FR van (1998). Bufadienolides of plant and animal origin, Natural Product Reports, 15(4):397-413.